# Cisticola woosnami
Cisticola woosnami е вид птица от семейство Cisticolidae.

## Разпространение
Видът е разпространен в Бурунди, Демократична република Конго, Кения, Малави, Руанда, Танзания, Уганда и Замбия.